# Ilja Muromiec (samolot)
Ilja Muromiec G-II (G-36) – ciężki, wielosilnikowy samolot bombowy, skonstruowany przez Igora Sikorskiego. Pierwsza tego typu konstrukcja w dziejach lotnictwa budowana seryjnie.

## Historia
Budowa prototypu oznaczonego RBWZ S-22 IM-A nr 107 została ukończona w 1913 roku, oblot został wykonany 11 października 1913 r. W grudniu wykonano na nim pierwsze loty rekordowe, samolot wykonał lot z dziesięcioma pasażerami i 400 kg ładunku. Wynik został poprawiony już w lutym 1914 roku, kiedy samolot zabrał na pokład 14, a następnie 16 pasażerów. W lipcu 1914 drugi w kolejności samolot typu „Ilja Muromiec”, o numerach RBWZ S-23 IM-B nr 128, który później otrzymał nazwę „Kijowski”, wykonał lot z 10 pasażerami na wysokość 2000 metrów. Wykorzystano go też do przelotu na trasie Petersburg–Kijów, samolot pokonał tę trasę w ciągu 13 godzin. 
Produkcja uruchomiona w Russko-Bałtijskim Wagonnym Zawodzie w Petersburgu. Był to największy samolot na świecie w tamtym okresie, o największym udźwigu i najsilniejszym uzbrojeniu (8 km; próbowano też montażu działa kal. 76 mm). Wykonano około 80 egzemplarzy w wersjach B, W, G, D. Poszczególne egzemplarze różniły się uzbrojeniem, silnikami i osiągami. W samoloty tego typu zdążono wyposażyć Eskadrę Statków Powietrznych operującą z bazy w Jabłonnie, później w Pskowie, a wreszcie w Winnicy. Dzięki temu samolotowi Imperium Rosyjskie stało się pierwszym krajem świata posiadającym eskadrę ciężkich bombowców.
Został użyty w I wojnie światowej, wojnie polsko-bolszewickiej, po wojnie – w transporcie pasażerskim do 1924 roku.

### W lotnictwie polskim
Jeden z egzemplarzy był w służbie Oddziału Awiacyjnego I Korpusu Polskiego w Rosji. Był to egzemplarz użyty w 1914 roku do bicia rekordów lotniczych. W 1917 roku przeszedł remont generalny, podczas którego, jako jedyna maszyna tego typu, otrzymał silniki Beardmore.
26 maja 1918 roku samolot wylądował przymusowo w Juchnowie, załoga została aresztowana przez bolszewików, zdołała jednak zbiec.

## Dane techniczne
Czterosilnikowy dwupłatowiec o konstrukcji drewnianej. Kadłub, skrzydła i usterzenie drewniane, kryte płótnem. Uzbrojenie samolotu stanowiły 3 lub 4 karabiny maszynowe (typu Lewis, Madsen lub Maxim).
Załogę stanowili pilot, drugi pilot, mechanik pokładowy, drugi mechanik pokładowy i artylerzysta.